# ناثانيل الكسندر
ناثانيل الكسندر (بالإنجليزية: Nathaniel Alexander)‏ هو طبيب وسياسي أمريكي، ولد في 5 مارس 1756 في مقاطعة مكلينبرغ في الولايات المتحدة، وتوفي في 8 مارس 1808 في ساليسبري في الولايات المتحدة. حزبياً، نشط في الحزب الجمهوري الديمقراطي.

## مناصب
- انتخب عضو مجلس ولاية كارولاينا الشمالية (1801 – 1802).
- انتخب عضو مجلس نواب كارولينا الشمالية.
- انتخب حاكم كارولينا الشمالية [الإنجليزية]‏ (10 ديسمبر 1805 – 1 ديسمبر 1807).
- انتخب عضو مجلس النواب الأمريكي (4 مارس 1803 – 1 نوفمبر 1805).